# Одиннадцатое правительство Бриана
Одиннадцатое правительство Бриа́на — кабинет министров, правивший Францией 85 дня с 29 июля по 22 октября 1929 года, в период Третьей французской республики, в следующем составе:
- Аристид Бриан — председатель Совета министров и министр иностранных дел;
- Поль Пенлеве — военный министр;
- Андре Тардьё — министр внутренних дел;
- Анри Шерон — министр финансов;
- Луи Люшё — министр труда, гигиены, благотворительности и условий социального обеспечения;
- Луи Барту — министр юстиции;
- Жорж Лейг — морской министр;
- Лоран Эйнак — министр авиации;
- Пьер Марро — министр общественного развития и искусств;
- Луи Антериу — министр пенсий;
- Жан Эннесси — министр сельского хозяйства;
- Андре Мажино — министр колоний;
- Жорж Боннефу — министр торговли и промышленности.